# Monty Python's Flying Circus
Monty Python's Flying Circus was een Brits komisch-satirisch sketchprogramma, dat door de BBC werd uitgezonden in de periode 5 oktober 1969 - 5 december 1974.
Het programma werd geschreven en uitgevoerd door een groep van vijf Britse komieken en een Amerikaanse animator. De groep staat bekend als Monty Python, of the Pythons. Naast het televisieprogramma maakte de groep ook een aantal langspeelplaten en enkele films.
Monty Python's Flying Circus had in 1969 als werktitels Gwen Dibley's Flying Circus en Owl-Stretching Time. In 1974, toen John Cleese de groep verliet, werd de naam gewijzigd in Monty Python.

## Bekende sketches
- Argument Clinic
- Cheese Shop
- Dead Parrot
- How Not To Be Seen
- Nudge Nudge
- Self Defense Against Fresh Fruit
- Spam
- The Dirty Fork
- The Fish-slapping Dance
- The Funniest Joke in the World
- The Lumberjack Song
- The Ministry of Silly Walks
- The Spanish Inquisition

Zie ook: Lijst van afleveringen van Monty Python's Flying Circus

## Pythons
- Graham Chapman
- John Cleese
- Terry Gilliam (verzorgde de animatiefilmpjes tussen de sketches, als persoon minder vaak dan de andere vijf in beeld)
- Eric Idle
- Terry Jones
- Michael Palin

Daarnaast speelde de actrice Carol Cleveland een vaste rol.
- Gastrollen:
  - Connie Booth
  - Ian Davidson
  - Neil Innes
  - The Fred Tomlinson Singers

## Regelmatig terugkerende typetjes
- De It's-man (Palin): een man met een gehavend kostuum en ongekamde baard, die vlak voor het begin van de leader "It's..." zegt. In het eerste seizoen doet hij dit vaak in een of andere vreselijke of in elk geval vermoeiende situatie.
- Een omroeper (Cleese) in smoking, op een rare locatie, die in het tweede seizoen de "It's"-man voorgaat met de tekst And now for something completely different. In het derde seizoen werd dit ingekort tot "And now...".
- De Gumbys (alle Pythons met uitzondering van Gilliam): een stel rare mannetjes met tandenborstelsnorretjes, korte broeken, bretels, rubberen laarzen (gumboots, vandaar de naam) en zakdoekjes op het hoofd gebonden. Het zijn nogal domme personen die alles extreem traag schreeuwen met veel herhaling.
- Een ridder die mensen in het eerste seizoen met een rubberen kip slaat (Gilliam)
- Een naakte organist (de eerste twee keer Gilliam, daarna Jones) die tussen sketches door, of aan het begin van de uitzending een kort stukje speelt.
- Eric Praline (Cleese), een excentriek persoon met een lange jas. Zijn bekendste sketch is de Dead Parrot, maar zijn naam komt enkel voor in de sketch Fish Licence.
- Biggles (Chapman, en één keer Jones)
- Luigi Vercotti (Palin), een maffioze ondernemer
- De "Pepperpots": vrouwen uit de arbeidersklasse, gespeeld door de Pythons zelf, met een hoge krijsende stem.

## Kenmerken
De regels van komedie in 1969 kwamen op de Pythons over als een flauw cliché. Zij probeerden verscheidene regels overboord te gooien, zoals het weghalen van de clou. De Pythons vonden dat men vaak een prachtige sketch zag, maar dat die soms gedwongen werd om naar een clou toe te werken. Voorbeelden hiervan zijn:
- Halverwege een sketch zegt Cleese tegen Idle: "Dit is de domste sketch waar ik ooit in zat", waarop Idle antwoordt dat zijn rol als kelner ook niet echt opwindend is. Ze besluiten dan te stoppen, en stappen gewoon van de set.
- In een andere sketch zegt Chapman tegen een BBC-ambtenaar (gespeeld door Cleese) dat hij de clou niet weet. Cleese leest de clou voor zichzelf, lacht en zegt: "Dat is een heel goede clou, tja. Laat maar."
- Een komisch gewicht van 16 ton valt op een speler om een einde te maken aan de sketch.

De verschillende sketches werden dikwijls aan elkaar gekoppeld via de tekenfilmpjes van Terry Gilliam. Een andere techniek was de verschillende sketches door elkaar te laten lopen. Vaak spreekt John Cleese, zittend achter een bureau op een absurde locatie, de gevleugelde woorden And now for something completely different.
Ze brachten absurditeit in hun shows door bijvoorbeeld de aftiteling halverwege het programma al te laten beginnen, en door zich tot de camera te richten (het doorbreken van de vierde wand).
Dikwijls speelden ze zelf de vrouwenrollen, wat voor een extra komisch effect zorgde.

## Theater
Van de tien beste scènes is later een versie voor het theater gemaakt, die in diverse landen is opgevoerd, onder andere in Engeland, Frankrijk en Nederland. In de Nederlandse versie uit 2007 worden de rollen gespeeld door Arnoud Bos, Eva van der Gucht, Finn Poncin en Jeroen Spitzenberger. De Nederlandse vertaling is gemaakt door Barbara van Kooten.